# Арбатский, Геннадий Петрович
Геннадий Петрович Арбатский (13 сентября 1953, Новосибирск — 27 ноября 2014) — первый главный архитектор Калининского района Новосибирска, дизайнер, художник новосибирской улицы Богдана Хмельницкого и смежных с ней кварталов, руководитель архитектурно-художественной мастерской «Красная горка».

## Биография
Геннадий Петрович Арбатский родился 13 сентября 1953 года в Новосибирске, окончил Сибстрин (Архитектурный факультет НИСИ).
В 1980 году назначен первым главным архитектором Калининского района.

## Работа в мастерской «Красная горка»

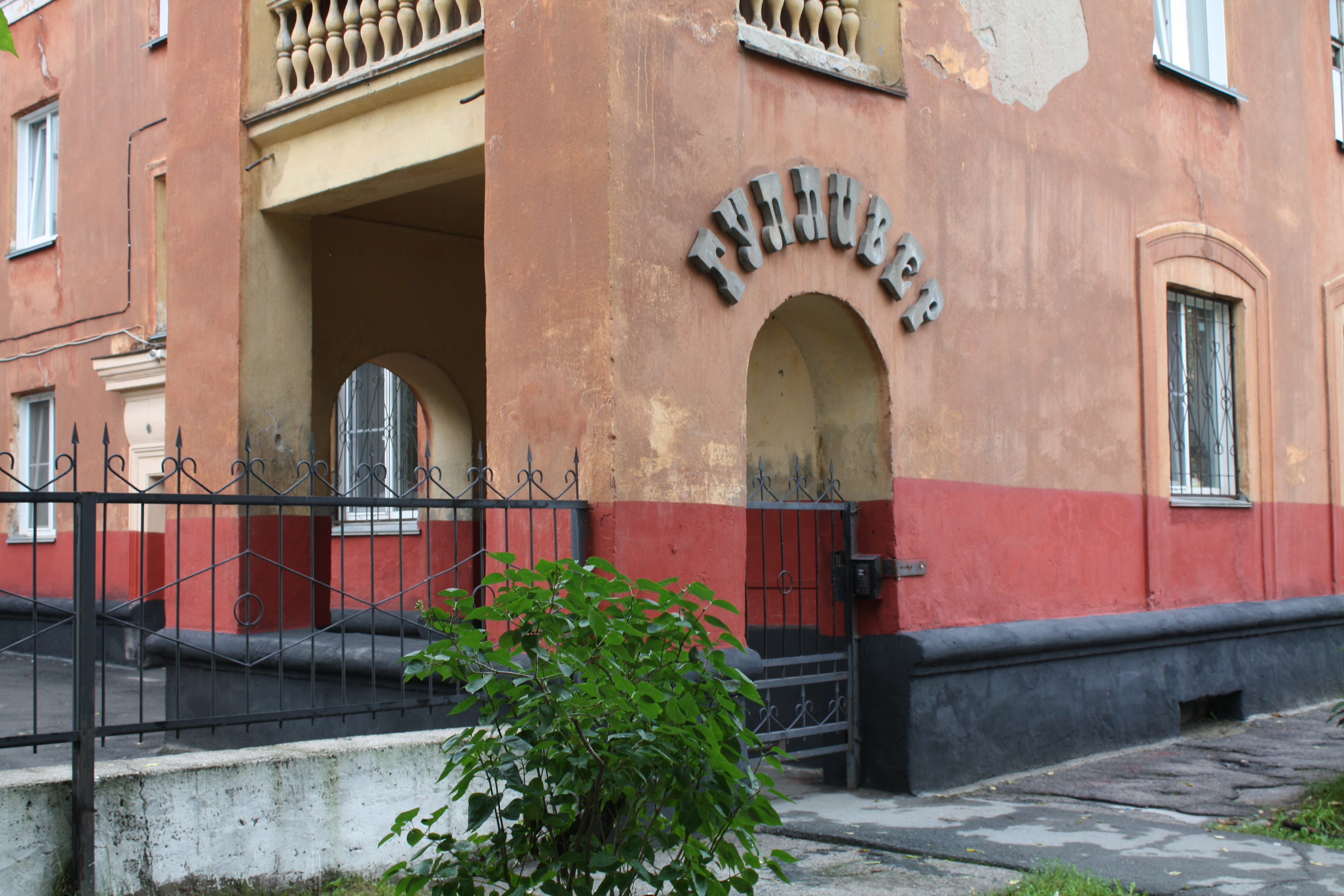
Вход во двор «Гулливер». 2-й Краснодонский переулок.

В 1982 году Геннадий Арбатский стал руководителем  архитектурно-художественной мастерской «Красная горка», в которой работали профессионалы с различными творческими навыками. Командой архитектора были созданы свыше 30 комплексов и ансамблей, состоящих примерно из 1000 декоративно-художественных элементов. Брат Геннадия Арбатского архитектор Валерий Арбатский вспоминал:

Он сумел вокруг себя собрать талантливых людей в разных направлениях, причем, людей, которые не только творчески могли мыслить, но и делать прекрасные вещи качественно руками: это и мастера по металлу, по дереву, это керамисты— Вести.Новосибирск

### Двор «Гулливер»
Первой работой творческой команды архитектора стал жилой двор «Гулливер» во 2-м Краснодонском переулке, созданный в 1982—1983 годах. Во дворе находился окружённый скульптурами гигантских игральных карт фонтан, впоследствии заменённый на клумбу. Скульптуры в летнее время подкрашивались. Горку для детей сделали в виде гигантского стула.

### Двор «Алиса»

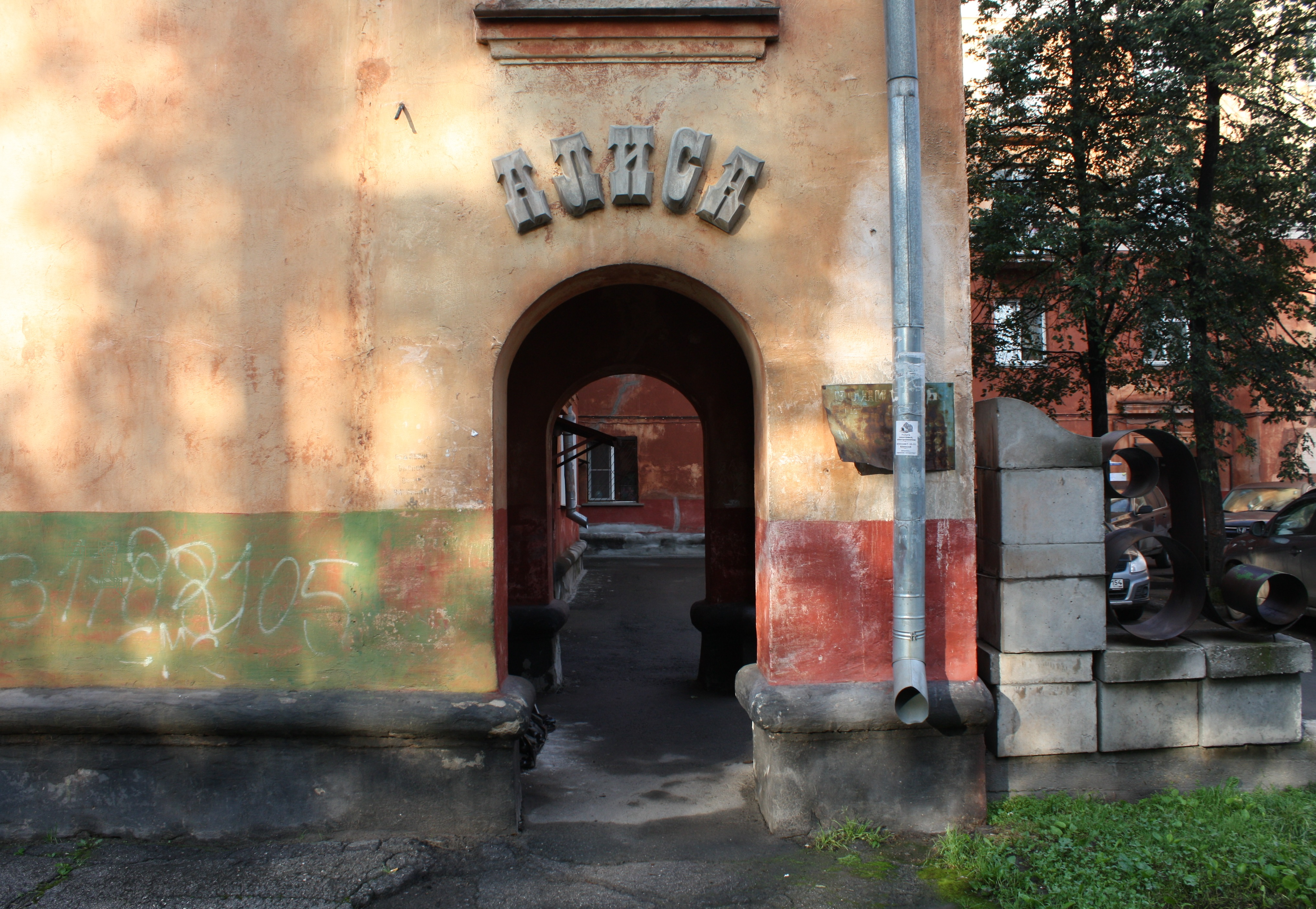
Арка двора «Алиса». 1-й Краснодонский переулок

Детский игровой комплекс «Алиса» создавался в 1982—1987 года. Расположен в 1-м Краснодонском переулке.

### Скульптурно-декоративные тумбы
В районе жилого комплекса «Красная горка» были созданы афишные тумбы, сверху которых установлены скульптуры: «Арлекин», «Город», «Музыкант» и т. д. В 1990-е годы два солдата попытались сдать скульптуры в пункт приёма цветного металла, так как сделаны были из меди. Фигуры были обнаружены разрезанными на части и помятыми. После этого случая скульптуры были созданы заново, но уже из чёрного металла.

### Изъятие помещения мастерской
В 2006 году коллектив мастерской «Красная горка» был вынужден покинуть помещение, которое занимал 25 лет (оно принадлежало заводу), а на выкуп старого здания не было средств. Впоследствии строение стояло пустым и постепенно разрушалось. Татьяна Арбатская, жена архитектора, рассказывала, что данный факт послужил причиной ухудшения здоровья её супруга.

## Оформление территории возле театра «Глобус»
После проведения в 2004 году творческого конкурса по созданию памятника Владимиру Высоцкому в сквере возле театра «Глобус» Геннадий Арбатский выполнил архитектурно-художественное решение по месту его расположения.

## Панно для театра кукол
Кроме работ архитектора, сделанных для жилого комплекса «Красная горка», Геннадий Арбатский создал несколько панно для Новосибирского областного театра кукол. Панно «Алиса в Стране чудес» находится в комнате сказок театра, панно «Город и его обитатели» — в вестибюле учреждения. Работы создавались с группой художников в составе: керамист Алёна Залуцкая, работа по дереву Юрий Павлов, работа по металлу Всеволод Пикулик.

## Абстракционистское творчество
Геннадий Арбатский был не только архитектором, но и художником. В январе 2017 года в Новосибирском художественном музее прошла выставка, на которой были представлены его работы абстрактного характера, созданные в 2013 году. На выставке также был представлен гобеленовый триптих, сделанный Татьяной Арбатской по его эскизам.

## Работы

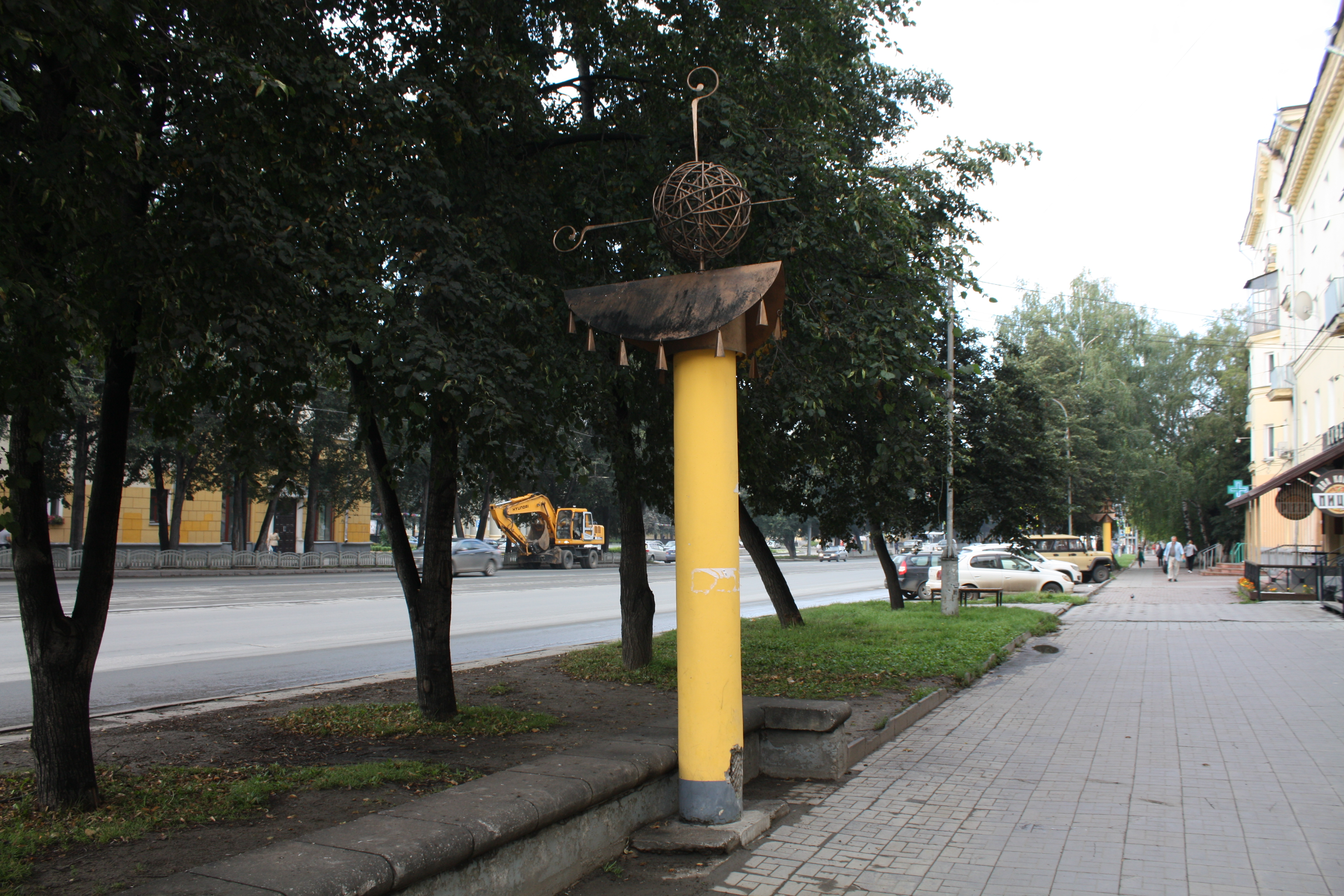
Афишная тумба «Клубок» на улице Богдана Хмельницкого.

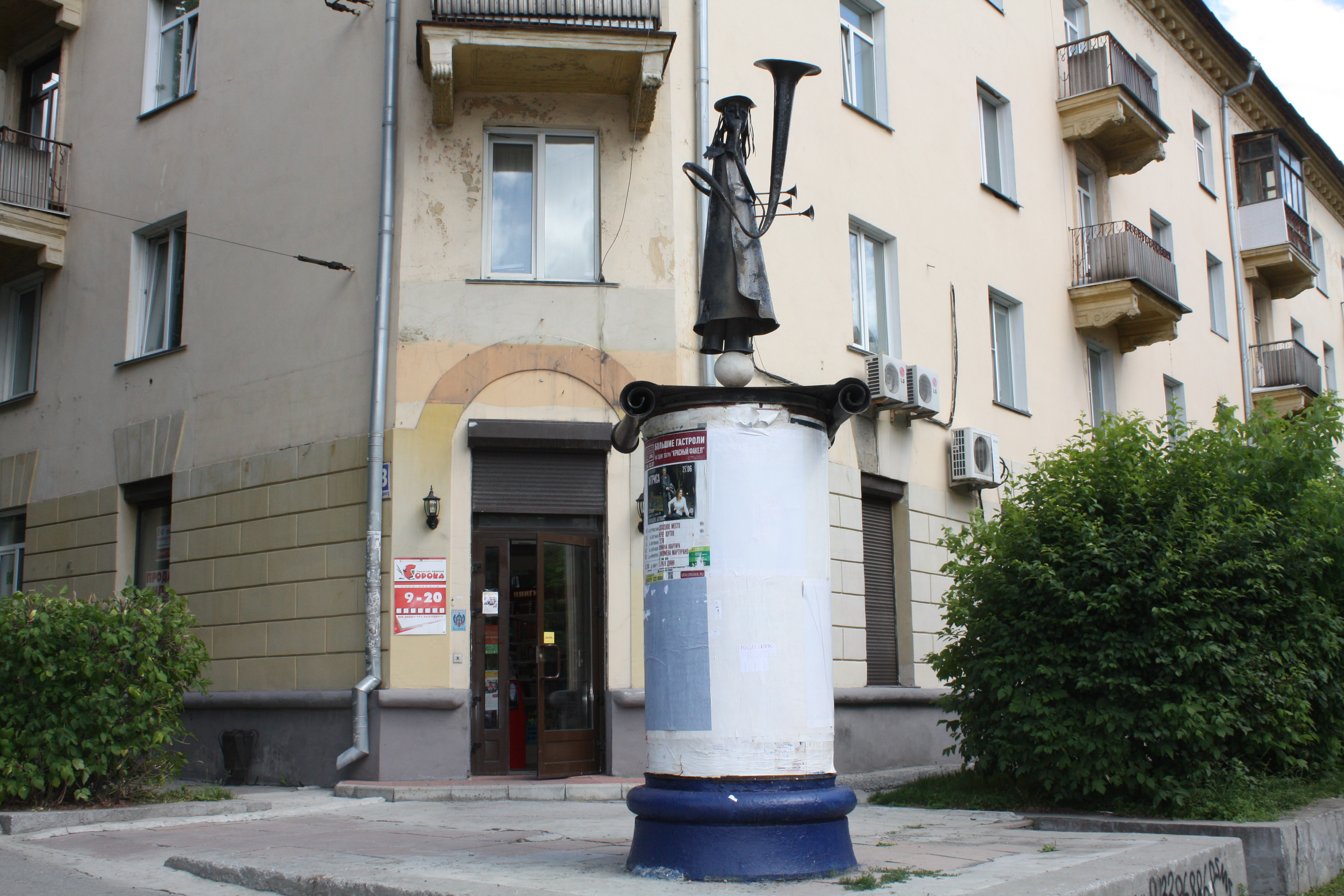
Афишная тумба «Музыкант» на улице Богдана Хмельницкого.

Архитектурно-художественные оформления дворов
- «Гулливер»
- «Алиса»
- «Дилижанс»
- «Гнёздышко»

Афишные тумбы
- «Арлекин»
- «Клубок»
- «Кот в сапогах»
- «Айболит»
- «Яблоко»
- «Ворона с сыром»
- «Колос»
- «Поэт»
- «Город»
- «Музыкант»

Панно
- «Город и его обитатели»
- «Алиса в Стране чудес»

Другое
- «Скульптуры трёх музыкантов»[7][8][9]